# Juan Lacaze
Juan Lacaze − miasto urugwajskie położone w departamencie Colonia. W roku 2004 miasto liczyło 13196 mieszkańców (co stanowiło około 11% ludności całego departamentu).